# Priesterseminar Pelplin

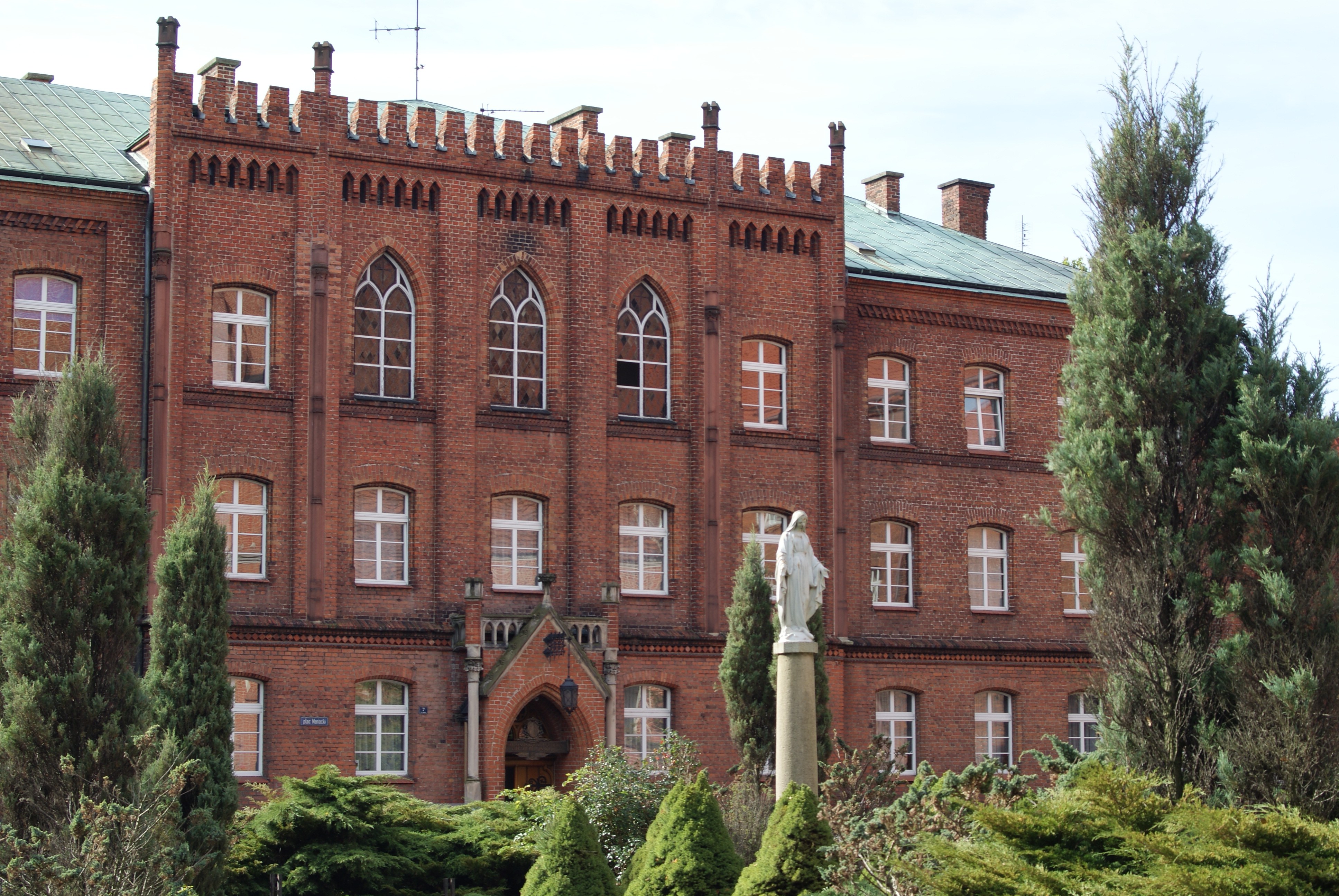
Gebäude des Priesterseminars Pelplin

Das Höhere Geistliche Seminar (polnisch Wyższe Seminarium Duchowne) ist ein römisch-katholisches Priesterseminar in Pelplin in Polen. Es ist eine Ausbildungsstätte des Bistums Pelplin und Teil der Theologischen Fakultät der Nikolaus-Kopernikus-Universität Toruń. Das Seminar wurde 1651 in Chełmno (Culm) gegründet und ist seit 1829 in einem Gebäude des ehemaligen Zisterzienserklosters untergebracht.

## Geschichte
1651 wurde ein katholisches Priesterseminar in Culm gegründet. Es gehörte zum Bistum Culm und war das einzige in Preußen königlich polnischen Anteils. Es wurde im polnisch-schwedischen Krieg beschädigt und 1677 unter Leitung von Missionaren des heiligen Vinzenz von Paul neu aufgebaut. 
Nach dem Übergang des Gebietes an Preußen und der Neuordnung der katholischen Kirche in Westpreußen wurde das Seminar 1829 in ein Gebäude des kurz zuvor aufgelösten Zisterzienserklosters Pelplin verlegt. Es spielte in der Zeit seines Bestehens stets eine wichtige Rolle für die Bewahrung der katholischen Tradition und die Stärkung des polnischen Kultur in der Region.
1939 wurde das Seminar durch die deutsche Besatzungsmacht geschlossen. Viele der Lehrer und Schüler wurden in den folgenden Jahren getötet.
1945 wurde es neu eröffnet und besteht seitdem. Seit 1992 gehört das Priesterseminar zum neuen Bistum Pelplin und ist seit 2006 Teil der Theologischen Fakultät der Nikolaus-Kopernikus-Universität in Toruń.
2020 gibt es 44 Seminaristen.

## Bibliothek
Im Seminar befindet sich eine bedeutende Bibliothek. Diese enthält neben eigenen Beständen seit 1651 ebenfalls Werke aus den historischen Bibliotheken des Klosters Pelplin sowie weiterer aufgelöster Klöster aus Westpreußen.